# ميكا سالو
ميكا سالو (بالفنلندية: Mika Salo)‏ مواليد 30 نوفمبر 1966 في هلسنكي، هو سائق فورملا 1 فنلندي بدأ مسيرته الاحترافية سنة 1994. كان أول سباق له هو جائزة اليابان الكبرى 1994. خاض خلال مسيرته 111 سباقاً.

## سباقات شارك فيها
- لو مان 24 ساعة
- سوبر فورمولا
- البطولة الأمريكية لسباق السيارات
- بطولة فورمولا 3 البريطانية

## روابط خارجية
- ميكا سالو على موقع IMDb (الإنجليزية)
- ميكا سالو على موقع Racing-Reference.info (الإنجليزية)
- ميكا سالو على موقع DriverDB.com (الإنجليزية)